# لویس بالتز
لویس بالتز (انگلیسی: Lewis Baltz; ۱۲ سپتامبر ۱۹۴۵ – ۲۲ نوامبر ۲۰۱۴) هنرمند، و عکاس اهل ایالات متحده آمریکا بود.
وی همچنین برندهٔ جوایزی همچون کمک‌هزینه گوگنهایم شده‌است.